# Comtat d'Andechs

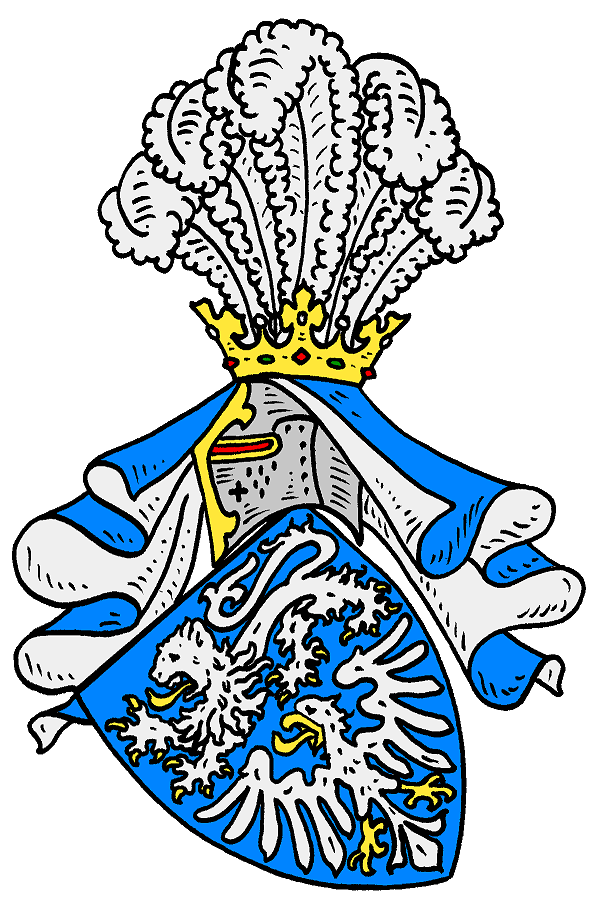
escut de la casa d'Andechs

El comtat d'Andechs fou una jurisdicció feudal d'Alemanya i Sacre Imperi Romanogermànic. Va estar governat per la casa comtal d'Andechs (Andechser) que fou una línia feudal de prínceps alemanys dels segles XII o XIII. Els comtes de Diessen i Andechs (vers 1100-1180) van obtenir territoris al nord de Dalmàcia a la costa de la mar Adriàtica, on es van convertir en marcgraves d'Ístria i Carniola i en última instància d'un efímer estat ducal anomenat ducat de Merània (1180-1248).

## Història
La família noble originalment va residir al sud-oest de Baviera al castell d'Ambras (prop d'Innsbruck, controlant la via principal cap a la Marca de Verona a través del pas del Brenner), a Dießen am Ammersee i a Wolfratshausen. Un comte Rassó (Rath) és esmentat a Dießen (Diessen), que suposadament va lluitar contra la invasió dels magiars als primers anys del segle X i va fundar el monestir de Grafrath. L'avantpassat de la casa de Diessen i Andechs fou Bertold, comte palatí a Reisensburg, net del duc de Baviera Arnulf el Dolent (duc 907-914) i els Andechser poden estar afiliats a la dinastia Luitpoldinga. Bertold Apareix com enemic ferotge del rei Otó I d'Alemanya i va ser acusat de traïdor a la batalla de Lechfeld el 955 contra els hongaresos. És probable que hagués estat casat amb una filla del duc Frederic I de l'Alta Lorena. Un descendent seu, el comte Bertold II (mort el 1151), va agafar residència a partir de vers l'any 1100, a Andechs, i és reconegut com el progenitor de la dinastia comtal.
Bertold II havia heretat els territoris familiars de Baviera, però també va adquirir possessions a la regió adjacent de Francònia, on al voltant de 1135 va dominar Plassenburg, castell construït prop de Bayreuth, i va fundar la ciutat de Kulmbach; va exercir com vogt de l'abadia de Benediktbeuern i per matrimoni amb Sofia, la filla del marcgravi Poppó II, va adquirir la propietat d'extenses terres als marcgraviats d'Ístria i Carniola.
Otó d'Andechs va ser bisbe de Bamberg el 1177-1196. El 1208, quan el rei dels alemanys Felip de Suàbia, va ser assassinat a Bamberg pel comte palatí de Baviera Otó VIII de Wittelsbach, els membres de la casa d'Andechs hi van estar implicats.
Santa Hedwiga d'Andechs o de Silèsia (vers 1174 - octubre de 1243) va ser un dels vuit fills de Bertold IV, duc de Merània, comte d'Andechs i Diessen i marcgravi d'Ístria i Carniola. Dels seus quatre germans, dos es van convertir en bisbes, Egbert, bisbe de Bamberg (1203-1231), i Bertold, patriarca d'Aquileia.
Otó II va succeir al seu pare com duc de Merània (titulat duc de Merània, Dalmàcia i Croàcia), i Enric es va convertir en marcgravi d'Ístria i Carniola. De les seves tres germanes, Gertrudis d'Andechs-Merània (1185 - 24 de setembre de 1213) va ser la primera dona d'Andreu II d'Hongria i la mare de santa Isabel d'Hongria; Mectilda es va convertir en abadessa de Kitzingen; i Agnes o Ines, famosa per la seva bellesa, va ser la tercera dona (il·legítima) de Felip II de França el 1196, pel repudi de la seva legítima esposa, Ingeborg, però va ser acomiadat el 1200, després que el Papa Innocenci III va posar en dubte el regne de França.

## Genealogia
- Arnold, comte de Diessen (+ 1098), casat amb Gisela de Schweinfurt, filla del duc Otó III de Suàbia
  - Bertold (II) (+ 1151), comte de Diessen i d'Andechs a Baviera, comte de Plassenburg i Kulmbach a Francònia, vogt de l'abadia de Benediktbeuern, es va casar amb Sofia, filla del marcgravi Poppó II d'Istria, i en segones noces amb Cunegunda de Vornbach
    - Poppó
      - Enric, abat de Millstatt

    - Bertold I d'Ístria i Carniola (vers 1110-1115 fins a 14 de desembre de 1188), es va casar amb Hedwiga, filla del comte Otó IV de Wittelsbach, i en segones noces amb Luitgarda, filla del rei Sweyn o Sven III de Dinamarca
      - Bertold IV duc de Merània i II d'Ístria i Carniola (+ 12 d'agost de 1204), casat amb Inés de Wettin, filla del Margrave Dedi III de Lusàcia
        - Otó I, duc de Merania, marcgravi d'Ístria i Carniola (+ 7 maig 1234), comte palatí de Borgonya com Otó II, casat amb Beatriu de Hohenstaufen, filla del comte Otó I de Borgonya, i en segones noces amb Sofia d'Ascània, filla del comte Enric I d'Anhalt
          - Otó II, duc de Merània, marcgravi d'Ístria i Carniola, comte de Borgonya com Otó III (vers 1226-1219 juny 1248), casat amb Isabel, filla del comte Adalbert IV del Tirol
          - Agnes (+ 1263), casada amb el duc Frederic II el Bataller, duc d'Àustria (divorciat), i en segones noces amb el duc Ulric III de Caríntia, darrer duc de la casa de Sponheim.
          - Beatriu (+ després de 1265), casada amb el comte de la casa d'Ascània, Herman II de Weimar-Orlamünde
          - Margarida (+ 18 d'octubre de 1271), casada amb Přemysl de Moràvia, fill del rei Ottokar I de Bohèmia, en segon lloc amb el comte Frederic de Truhendingen
          - Adelaida (+ 8 de març de 1279), casada amb el comte Hug III de Borgonya, i en segones noces amb el comte Felip I de Savoia
          - Elisabet (+ 18 de desembre de 1272), casada amb el burgrave de la casa de Hohenzollern Frederic III de Nuremberg

        - Enric (+ 18 de juliol de 1228), marcgravi d'Ístria (Enric II) i Carniola (Enric I), casat amb Sofia de Weichselburg
        - Egbert (+ 6 de juny de 1237), bisbe de Bamberg
        - Bertold (+ 23 de maig de 1251), arquebisbe de Kalocsa, Patriarca d'Aquileia
        - Agnes (vers 1180-1129 juliol 1201), casada amb el rei Felip II de França
        - Gertruda (assassinada 8 de setembre de 1213), casada amb el rei Andreu II d'Hongria)
        - Santa Eduvigis (vers 1176-1180 - 14 de maig de 1243, abadessa de Trzebnica, casada amb el duc Enric I el Barbut de Silèsia
        - Matilde (+ 1 de desembre de 1254), abadessa de Kitzingen
        - filla sense nom, es va casar dins la família reial de Sèrbia dels Nemanjic

      - Sofia (+ 1218), casada amb el comte de Henneberg Poppó VI
      - Cunegunda (+ 1207), casada amb el comte Eberard III d'Eberstein
      - Mectilda (+ 1245), casada amb el comte Frederic I de Hohenburg, i en segones noces al comte Engelbert III de Gorz
      - Poppó (1175 - desembre de 1245), bisbe de Bamberg
      - Berta, abadessa de Gerbstedt

    - Otó (vers 1132-1196), bisbe de Bamberg i de Brixen
    - Mectilda d'Edelstetten (+ 1160)
    - Eufèmia (+ 1180), abadessa d'Altomünster
    - Cunegunda (+ 1139), monja a l'abadia d'Admont

Els comtes es va extingir en línia masculina directa el 1251. Una història de la casa d'Andechs va ser escrit per l'estadista i historiador Joseph Hormayr, baró de Hortenburg, i publicada el 1796.